# Jan Szumbarski Bohowityn
Jan Szumbarski Bohowityn herbu Pelikan – poseł województwa brzeskolitewskiego na sejm 1597 roku. 